# Keta Music
Keta Music è il primo mixtape del rapper italiano Emis Killa, pubblicato il 17 dicembre 2009 dalla Blocco Recordz.

## Tracce
Testi di Emiliano Giambelli.
1. Bad – 3:02 (musica: Michel)
2. Killa Story – 2:57 (musica: Jack the Smoker)
3. Iniorance Boy (feat. Asher Kuno & Rayden) – 2:19
4. Non fa per me – 2:34 (musica: Denny La Home)
5. Sai che c'è (feat. Ensi) – 2:46 (musica: Kennedy)
6. No Smile (feat. Duellz) – 2:29
7. Stammi dietro – 1:46
8. Ti porto il dramma 2 RMX – 1:17 (musica: Kennedy)
9. Demolition – 2:02
10. Bianco & nero (feat. Cecilia) – 2:43 (musica: DJ Nais)
11. A Bada (feat. Asher Kuno) – 3:18 (musica: DJ Nais)
12. Cresciuto (feat. G. Soave) – 2:39 (musica: Vox P)
13. Era meglio ieri – 2:48
14. Loccato RMX – 1:20 (musica: Ill Freddo)
15. Pum Pum (feat. Fedez) – 3:22 (musica: Michel)
16. Broken Dolls – 4:05 (musica: DJ Nais)
17. P Sound (feat. Jack the Smoker) – 1:46 (musica: Jack the Smoker)
18. Vaffanculo – 2:40